# Boros (Mäonien)
Boros (altgriechisch Βῶρος Bṓros) der Maeonier ist eine Figur aus der griechischen Mythologie.
Er stammte aus der Stadt Tarne in Lydien und war der Vater des Phaistos, der im Trojanischen Krieg auf der Seite der Trojaner kämpfte.